# منطقة استجماع
في الجغرافيا البشرية، منطقة الاستجماع هي المنطقة التي تستقطب من خلالها المدينة أو الخدمة أو المؤسسة السكان الذين يستخدمون خدماتها. مثال ذلك، منطقة استجماع المدرسة هي المنطقة الجغرافية التي يكون الطلاب مؤهلين لحضور مدرسة فيها.
غالبًا ما تحدد الحكومات ومنظمات خدمة المجتمع مناطق الاستجماع لأغراض التخطيط والسلامة العامة مثل ضمان الوصول الشامل إلى الخدمات مثل أقسام الإطفاء وأقسام الشرطة وقواعد سيارات الإسعاف والمستشفيات.

## الفكرة
يتم إنشاء مناطق الاستجماع وتعديلها بشكل عام من قبل الحكومات المحلية. يمكن نمذجة هذه الحدود باستخدام نظم المعلومات الجغرافية (GIS). يمكن أن يكون هناك اختلاف كبير في الخدمات المقدمة في مناطق الاستجماع المختلفة في نفس المنطقة اعتمادًا على كيفية ووقت إنشاء هذه المناطق. عادة ما تكون متجاورة ولكن يمكن أن تتداخل عندما تصف الخدمات المتنافسة.

### تعريف
يمكن تعريف هذه المناطق بناءً على عدد من العوامل، بما في ذلك المسافة إلى المنشأة، أو وقت السفر الفعلي للمنشأة، أو الحدود الجغرافية أو السكان داخل الاستجماع. في مناطق الاستجماع القائمة على المسافة، غالبًا ما تعتمد المنطقة المخدومة على عدد الزيارات المتوقعة لتلك المؤسسة من قبل كل فرد. فمثلاً، قد يكون من المقبول أن يكون هناك استجماع أكبر لمستشفى حيث سيحصل أي فرد على عدد قليل من الزيارات السنوية مقارنة بالمدرسة حيث ستكون الزيارات يومية وبالتالي ستكون المسافة المطلوبة أقرب.
عندما يمكن لسعة المنشأة خدمة حجم معين فقط، يمكن استخدام هذه المناطق للحد من قدرة السكان على الوصول إلى الخدمات خارج تلك المنطقة.

## أمثلة
- يمكن بناء المطارات وصيانتها في مواقع تقلل من مسافة القيادة للسكان المحيطين للوصول إليها.[5]
- غالبًا ما يحتوي الحي في المدينة على العديد من المتاجر الصغيرة، لكل منها منطقة استجماع في عدة شوارع.
- من أجل تعويض عدم المساواة في الدخل، والمسافات، والاختلافات في مستوى التعليم الثانوي، وعوامل أخرى مماثلة، يمكن للدولة أن تنظم التعليم العالي[6] لضمان مزيج جيد من الطلاب من خلفيات مختلفة.
- تقسّم هونغ كونغ مدارسها الابتدائية إلى شبكات مدرسية بموجب نظام القبول الأساسي بها، وتعمل كمناطق استجماع لتخصيص الأماكن المدرسية.[7]